# Beerenberg
71°04′36″N 08°09′52″V / 71.07667°N 8.16444°V
Beerenberg er verdens nordligste aktive vulkan og ligger på Jan Mayen. Beerenberg er en stratovulkan på den midt-atlantiske oceanryg. Vulkanen er Norges for tiden eneste aktive vulkan, og havde sit seneste udbrud i 1985.
Natten til 18.september 1970 blev Jan Mayen ramt af et kraftig jordskælv, efterfulgt af flere mindre skælv. Vejret var overskyet, og visuelle observationer var ikke mulig. Først to dage senere observerede et japansk rutefly at Beerenberg var i udbrud. De 30 meteorologer, radiooperatører osv, som var stationeret på øen, blev evakueret, men vendte senere tilbage igen. Udbruddet fortsatte til midten af oktober. En del af lavaen løb ud i havet og dannede en 4 km² stor landtunge som senere blev tæret bort af havet.
Hele øen er vulkansk, og man troede efter udbruddet i 1970 at det 2.277 m høje Beerenberg, som har en diameter på 20 km, var udslukt. Man antager at den var i udbrud i 1732 og 1818. Udbruddene finder som regel sted på flankerne af den sneklædte vulkankegle, som regel fra lange spalter. Der produceres som oftest fra oceanryggenes vulkaner basaltlava.
Nordmændene Per Wexels og Magne Råum besteg i 1944 som de første Beerenberg. Begge var ansat på den norske meteologiske station, der under den 2. verdenskrig blev oprettet på Jan Mayen. Øen var det eneste norske område som ikke var besat af tyskerne.

## Eksterne henvisnnger
- Wikimedia Commons har flere filer relateret til Beerenberg
- Beerenberg
- Smithsonians vulkansider (engelsk) Arkiveret 20. august 2007 hos  Wayback Machine